# Stora Hästö
Stora Hästö est une île de l'archipel finlandais à Pargas en Finlande.

## Géographie
Stora Hästö est à environ 59 kilomètres au sud-ouest de Turku.
La superficie de l'île est de 34,6 hectares et sa plus grande longueur est de 1,4 kilomètre dans la direction sud-est-nord-ouest.
L'île s'élève à environ 25 mètres d'altitude,.